# BEST COLLEGES 硬式野球選手権大会
BEST COLLEGES 硬式野球選手権大会（ベストカレッジこうしきやきゅうせんしゅけんたいかい）は、学校法人立志舎運営の各専門学校により選手権が争われる硬式野球の全国大会。優勝校には紫紺の大旗が贈られる。

## 概要
決勝トーナメントは例年、秋から冬にかけて開催されている。第1回・第28回以降は明治神宮野球場、第2回から第17回までは阪神甲子園球場、第18回から27回までは千葉マリンスタジアムが会場となっている。
全校が参加できるわけではなく、関東11校7チームと関西7校4チームは予選を勝ち抜いた関東3代表と関西2代表が参加する（ただし2004年度以降に開校した大宮校・横浜校・京都校・天王寺チームは初年度のみ予選無しで大会に参加）。仙台2校と名古屋3校に関しては予選はなく、それぞれ合同チームで参加している。
決勝トーナメントは開会式を含め2日間の予定で予選を勝ち抜いた関東3代表と関西2代表に、仙台と名古屋を合わせた全国7代表によって選手権が争われる。

## 歴代優勝校
| 年度                 | 開催球場             | 優勝校                                       |
| -------------------- | -------------------- | -------------------------------------------- |
| 1990年（第1回大会）  | 明治神宮野球場       | 東京会計専門学校                             |
| 1991年（第2回大会）  | 阪神甲子園球場       | 東京会計専門学校（連覇）                     |
| 1992年（第3回大会）  | 阪神甲子園球場       | 大阪会計専門学校                             |
| 1993年（第4回大会）  | 阪神甲子園球場       | 東京会計専門学校                             |
| 1994年（第5回大会）  | 阪神甲子園球場       | 大阪会計専門学校                             |
| 1995年（第6回大会）  | 阪神甲子園球場       | 東京会計専門学校                             |
| 1996年（第7回大会）  | 阪神甲子園球場       | 専門学校日本スクールオブビジネス             |
| 1997年（第8回大会）  | 阪神甲子園球場       | 専門学校日本スクールオブビジネス（連覇）     |
| 1998年（第9回大会）  | 阪神甲子園球場       | 東京会計専門学校                             |
| 1999年（第10回大会） | 阪神甲子園球場       | 専門学校日本スクールオブビジネス             |
| 2000年（第11回大会） | 阪神甲子園球場       | 専門学校日本スクールオブビジネス（連覇）     |
| 2001年（第12回大会） | 阪神甲子園球場       | 大阪法律専門学校                             |
| 2002年（第13回大会） | 阪神甲子園球場       | 東京IT会計専門学校／東京法律専門学校名古屋校 |
| 2003年（第14回大会） | 阪神甲子園球場       | 専門学校日本スクールオブビジネス             |
| 2004年（第15回大会） | 阪神甲子園球場       | 専門学校日本スクールオブビジネス（連覇）     |
| 2005年（第16回大会） | 阪神甲子園球場       | 京都IT会計法律専門学校                       |
| 2006年（第17回大会） | 阪神甲子園球場       | 東京IT会計法律専門学校大宮校                 |
| 2007年（第18回大会） | 千葉マリンスタジアム | 東京IT会計専門学校／東京法律専門学校名古屋校 |
| 2008年（第19回大会） | 千葉マリンスタジアム | 専門学校日本スクールオブビジネス21           |
| 2009年（第20回大会） | 千葉マリンスタジアム | 東京IT会計法律専門学校横浜校                 |
| 2010年（第21回大会） | 千葉マリンスタジアム | 名古屋校合同チーム                           |
| 2011年（第22回大会） | 千葉マリンスタジアム | 杉並校合同チーム                             |
| 2012年（第23回大会） | 千葉マリンスタジアム | 仙台校合同チーム                             |
| 2013年（第24回大会） | 千葉マリンスタジアム | 専門学校日本スクールオブビジネス21           |
| 2014年（第25回大会） | 千葉マリンスタジアム | 東京法律専門学校                             |
| 2015年（第26回大会） | 千葉マリンスタジアム | 仙台校合同チーム                             |
| 2016年（第27回大会） | 千葉マリンスタジアム | 京都IT会計法律専門学校                       |
| 2017年（第28回大会） | 明治神宮野球場       | 東京IT会計法律専門学校横浜校                 |
| 2018年（第29回大会） | 明治神宮野球場       | 東京IT会計法律専門学校横浜校（連覇）         |
| 2019年（第30回大会） | 明治神宮野球場       | 京都IT会計法律専門学校                       |

## 参加校
- 関東予選出場校
  - 専門学校日本鉄道&スポーツビジネスカレッジ21
  - 東京法律専門学校
  - 東京IT会計法律専門学校横浜校
  - 東京IT会計法律専門学校大宮校
  - 東京IT会計法律専門学校千葉校
  - 杉並校合同チーム
    - 東京IT会計専門学校杉並校
    - 東京法律専門学校杉並校
    - 専門学校日本鉄道&スポーツビジネスカレッジ
    - 日本動物専門学校

  - 東京IT会計動物合同チーム
    - 東京IT会計専門学校
    - 専門学校日本動物21
- 関西予選出場校
  - 大阪法律専門学校
  - 京都IT会計法律専門学校
  - 大阪IT会計動物合同チーム
    - 大阪IT会計専門学校
    - 大阪動物専門学校

  - 天王寺校合同チーム
    - 大阪IT会計専門学校天王寺校
    - 大阪法律専門学校天王寺校
    - 大阪動物専門学校天王寺校
- 予選なしで本戦出場
  - 名古屋校合同チーム
    - 東京IT会計専門学校名古屋校
    - 東京法律専門学校名古屋校
    - 名古屋動物専門学校

  - 仙台校合同チーム
    - 東京IT会計専門学校仙台校
    - 東京法律専門学校仙台校

## 大会報道
- 予選および決勝トーナメントの結果は学校法人立志舎のホームページに掲載される。
- 本大会の決勝トーナメントの様子が立志舎グループのテレビコマーシャルに登場したことがある。

## 応援
本大会、予選ともに出場各校のチアリーダー、応援団、学生がスタンドに詰めかけ、応援合戦を繰り広げる。